# Karl Damström
Karl Damström (i riksdagen kallad Damström i Domnarvet), född 20 april 1901 i Korsnäs, död 3  februari 1977 i  Borlänge, var en svensk järnbruksarbetare och politiker.
Damström var fram till 1947 verksam som järnbruksarbetare i Domnarvet, innan han blev riksdagspolitiker. Han var ledamot av riksdagens första kammare 1947-1967, invald i Kopparbergs läns valkrets.